# نوک‌اردکیان
نوک‌اردکیان (نام علمی: Ornithorhynchidae) نام یک تیره از راسته تک‌سوراخ‌سانان است.

## طبقه‌بندی
- تیرۀ نوک‌اردکیان (Ornithorhynchidae)
  - سرده †سخت‌دندان
    - †سخت‌دندان
    - †سخت‌دندان
    - †سخت‌دندان
    - †Obdurodon tharalkooschild

  - سرده نوک‌اردکی
    - نوک‌اردکی